# Волховский, Феликс Вадимович
Феликс Вадимович Волховский (6 июля 1846, Полтава — 2 августа 1914, Лондон) — видный деятель российского и международного революционного движения конца XIX — начала XX века, поэт, журналист, переводчик, издатель.

## Биография
По другим данным, родился 3 августа. 
Родился в украинской дворянской семье Вадима и Екатерины Волховских. Правнук Андриана Ивановича Чепы, который 19 лет работал в малороссийской канцелярии у фельдмаршала Румянцева-Задунайского. Учился в гимназиях в Петербурге и Одессе. Учился как вольнослушатель на юридическом факультете Московского университета, где попал в революционную среду. Бросил университет, так как на занятия не было ни времени, ни средств, работал приказчиком в книжном магазине.
В 1868 году Волховский был арестован и содержался в заключении без предъявления какого-либо обвинения 7 месяцев, по процессу «Рублевого общества» — пропагандистской группы, которую он организовал вместе с Г. А. Лопатиным с целью распространения книг среди крестьянства. После этого был отдан матери на поруки и под надзор полиции.
В апреле 1869 года, после обыска снова арестован по Нечаевскому делу и содержался до суда в заключении свыше двух лет, сначала в московских тюрьмах, а затем в Петропавловской крепости. Судился в 1871 году по делу нечаевцев, но был оправдан.
В начале 1870-х годов вошёл в кружок «чайковцев» и стоял во главе одесской группы. Вновь арестованный в 1874 году, прошёл по «Процессу ста девяноста трёх» (участники «хождения в народ») и в январе 1878 года был приговорён к ссылке на поселение в Тобольскую губернию. Во время заключения в значительной степени потерял слух. Один из авторов и подписантов «Завещания осуждённых по прооцессу 193-х» (Петропавловская крепость, 25 мая 1878), призывавшего товарищей к продолжению самоотверженной борьбы. Напечатано в заграничном журнале «Община» № 6-7, июнь-июль 1878. Жил в Тюкалинске.
Во время ссылки его первая жена — Антонова Мария Иосифовна, смертельно больная, умерла в Италии, куда её повёз лечиться друг Волховского С. М. Степняк-Кравчинский, а также умер их ребёнок. В Тюкалинске он женился на ссыльной Александре Сергеевне Хоржевской. В 1881 году получил разрешение жить в Томске.
С августа 1881 года по март 1889 года проживал в Томске, работал журналистом местной «Сибирской газеты», в которой занял ведущее положение негласного редактора. Писал в том числе литературные обозрения и театральные рецензии. Сочиненные им фельетоны подписывал «В тиши расцветший василёк», Иван Брут и т. д. После закрытия газеты семья с тремя детьми оказалась в бедственном положении. Пытаясь подработать, Александра Хоржевская надорвала силы, превратилась в инвалида. В 1885 и 1886 встречался в Томске с американским журналистом и исследователем Джорджем Кеннаном. В 1906 напишет статью о Кеннане в качестве предисловия к впервые легально изданному в России его классическому исследованию «Сибирь и ссылка» («Джордж Кеннан и его место в русском освободительном движении»).
В 1887 году в Томске застрелилась жена Волховского Александра Хоржевская. В 1889 году умерла их младшая трёхлетняя дочь Катя.
В 1889 году Волховский переехал в Иркутск, в оттуда в Читу и Троицкосавск (Забайкальская область). Бежал из ссылки в Троицкосавске 16 августа 1889 года во Владивосток. На английском пароходе прибыл в Японию. В конце 1889 года достиг берегов Канады. Приезжает в США, выступает на организованных при поддержке Кеннана митингах солидарности с жертвами политических репрессий в России. Дочь прятали знакомые, а затем, переодетую мальчиком, смогли перевезти к отцу в Лондон через всю Россию и Европу. В июне 1890 года по приглашению своего друга и соратника по «хождению в народ» С. М. Степняка-Кравчинского перебрался в Лондон. В Лондоне Волховский был одним из наиболее активных политических эмигрантов, был тепло принят Фридрихом Энгельсом, о чем свидетельствует письмо последнего к Степняку-Кравчинскому: «Дорогой Степняк! Не придете ли Вы вместе с г-жой Степняк, Волховским и его маленькой дочкой в четверг к нам обедать?» Он участвовал в работе английского Общества друзей русской свободы (1890—1914) и Фонда вольной русской прессы. С 1893 по 1914 г. редактировал лондонское издание журнала «Free Russia». После неожиданной гибели Степняка (он попал под поезд, идя в гости к Волховскому) Феликсу Вадимовичу пришлось взять на себя руководство изданиями ФВРП, особенно много работает он над Летучими листками (1893-99), где подробно и объективно рассказывается о развитии ситуации в России, резком росте революционного и рабочего движения, не деля борцов на «своих» (народников) и «не своих» (марксистов). Как и в предшествующий и последующий периоды, Волховский большое внимание уделяет национальному угнетению, а также преследованию религиозных диссидентов, особенно штундистов. Часто выступает на собраниях и митингах в различных районах Великобритании с лекциями о ситуации в России и революционном движении, много печатается в англоязычных изданиях, пишет обширные предисловия к книгам по русским вопросам, выходящим на английском языке. Очень жёстко отредактировал издание на английском (1893) немецкой книги (1891) Самсона-Химмельштерны о России, выбросив целые главы (в частности, об остзейцах), за что подвергся резкой критике правых рецензентов (напр., «Спектейтор» 30.09.1893, с.22-23). Большинство его англоязычных публикаций доступно в интернете. Летом и осенью 1899 участвует в переговорах в Швейцарии «патриархов» народничества (он, Шишко, Чайковский, Лазарев) с В. М. Черновым, на них было принято принципиальное решение о создании Аграрно-социалистической Лиги (формально основана на собрании в Париже во время похорон П. Л. Лаврова в феврале 1900). (В начале XX века Волховский вместе с товарищами по эмиграции Е. Е. Лазаревым, Д. В. Соскисом, Л. Э. Шишко примкнул к эсерам. С 1904 большинство функций по руководству Фондом ВРП и его изданиями берёт на себя Д. В. Соскис (литературный псевдоним Сатурин).
Участвовал в тайной операции по отправке оружия в Россию на пароходе «Джон Графтон». Руководил украинским издательством ПСР (см. его объявление о сборе денег на партийные издания на украинском языке: «Революционная Россия», № 74, 1 сентября 1905, с.28). Его «Сказку о царе Симеоне» в 1902-03 перевела на украинский Леся Украинка. В 1905 году Волховский вернулся в Россию для участия в революции. Он работал агитатором в Выборге среди военных, был связан с группой «Военно-организационного бюро». В 1906 году был вынужден вновь покинуть пределы основной территории Российской империи (не автономной Финляндии). С 1905-06 годов курирует пропагандистскую работу среди военных, редактирует газету «Солдатскую газету» (1906-07) и заменившую её издание «За народ» (1907-14), выпускает книги по военным вопросам «Про воинское устройство» М., 1906, «Швейцарская военная система» М.. 1907, вместе с Александровым редактирует сборники материалов по военным вопросам (Париж, 1913). Делегат Копенгагенского конгресса Интернационала (1910), активно участвует в работе комиссии по антимилитаризму, его предложения комиссия заваливает, следуя в русле немецкой с.-д., тогда Волховский поддерживает поправки Вальяна и Гарди (см. «Знамя труда», № 31, октябрь 1910, с. 2, 13-15). Единственный изданный в России сборник стихов Ф. В. Волховского («Случайные песни», М.,1907) был вскоре после выхода в свет арестован.
В это время у него ухудшается и без того слабое здоровье. По этой причине значительную часть 1906 года Волховский проводит в Швейцарии. В начале лета 1906 шлёт корреспонденции из Лондона. В 1907 году возвращается в Лондон, возобновив свою работу редактором «Free Russia». В качестве старейшего делегата открывает Лондонскую конференцию ПСР (август 1908), член ЦК ПСР. По просьбе ушедшего в отставку после дела Азефа руководства ПСР, несмотря на плохое самочувствие, с 1910 усиленно занимается партийной работой. После смерти Л. Э. Шишко остаётся единственным находящимся на воле общепризнанным авторитетом в партии. Не случайно, полемизируя с максималистами, В. М. Чернов указывает, что автором критикуемой ими резолюции были Шишко и Гарденин (Чернов), а поддержал её Волховский (см. Социалист-Революционер, Париж, № 1, 1910, с.193). Также Волховский принимал активное участие в издании зарубежных эсеровских изданий «За народ» и «Знамя труда».
Умер 2 августа 1914 года в Лондоне. На скромном прощании в крематории присутствуют Кропоткин и Гайндман. Прах развеян на поле перед крематорием. В конце 1960-х после смерти дочери Веры основная часть архива распродана с аукциона. Часть архива находится в Стэнфорде.
Некоторые публикации Ф. В. Волховского доступны на сайте archive.org (Volhovskii для написанных по-русски, Volkhovsky для английских)
Над созданием его биографии работает профессор Майкл Хьюз.

## Жёны
- Антонова, Мария Иосифовна
- Хоржевская, Александра Сергеевна

## Дети
Вера (с начала XX века занималась переводом на английский русских писателй)